# BoJack Horseman (säsong 4)
Säsong 4 av BoJack Horseman, en amerikansk animerad TV-serie skapad av Raphael Bob-Waksberg, började sändas den 8 september 2017 på streamingtjänsten Netflix. Säsongen består av 12 avsnitt.

## Rollista

### Huvudroller
- Will Arnett som BoJack Horseman
- Amy Sedaris som Princess Carolyn
- Alison Brie som Diane Nguyen
- Paul F. Tompkins som Mr. Peanutbutter
- Aaron Paul som Todd Chavez

### Återkommande roller
- Wendie Malick som Beatrice Horseman
- Aparna Nancherla som Hollyhock Manheim-Mannheim-Guerrero-Robinson-Zilberschlag-Hsung-Fonzerelli-McQuack
- Sharon Horgan som Courtney Portnoy
- Andre Braugher som Woodchuck Coodchuck-Berkowitz
- Lake Bell som Katrina Peanutbutter
- Matthew Broderick som Joseph Sugarman
- Jane Krakowski som Honey Sugarman
- Hannibal Buress som Miles
- Raúl Esparza som Ralph Stilton
- Jessica Biel som Jessica Biel

### Gästroller
- Marc Jacobs som Sharc Jacobs
- Rami Malek som Flip McVicker
- Colman Domingo som Eddie
- Lin-Manuel Miranda som Crackerjack Sugarman
- RuPaul som Queen Antonia
- Natalie Morales som Yolanda Buenaventura
- Kristen Bell som Ruthie
- Kristin Chenoweth som Vanessa Gekko and Miss Teach-Bot
- Keith Olbermann som Tom Jumbo-Grumbo
- Zach Braff som Kände skådespelaren Zach Braff
- Felicity Huffman som Felicity Huffman
- Sir Mix-A-Lot som Sir Mix-A-Lot
- Paul Giamatti som TV BoJack
- Tim Gunn som Tim Gunn
- Vincent D'Onofrio som Vincent D'Onofrio

## Avsnittsguide
Samtliga avsnitt är listade efter sändningsdatum.
| Nr i serien | Nr i säsongen | Titel                         | Regissör            | Manus                      | Originalvisning  |
| ----------- | ------------- | ----------------------------- | ------------------- | -------------------------- | ---------------- |
| 38          | 1             | "See Mr. Peanutbutter Run"    | Amy Winfrey         | Peter A. Knight            | 8 september 2017 |
| 39          | 2             | "The Old Sugarman Place"      | Anne Walker Farrell | Kate Purdy                 | 8 september 2017 |
| 40          | 3             | "Hooray! Todd Episode!"       | Aaron Long          | Elijah Aron & Jordan Young | 8 september 2017 |
| 41          | 4             | "Commence Fracking"           | Matt Garofalo       | Joanna Calo                | 8 september 2017 |
| 42          | 5             | "Thoughts and Prayers"        | Amy Winfrey         | Nick Adams                 | 8 september 2017 |
| 43          | 6             | "Stupid Piece of Sh*t"        | Anne Walker Farrell | Alison Tafel               | 8 september 2017 |
| 44          | 7             | "Underground"                 | Aaron Long          | Kelly Galuska              | 8 september 2017 |
| 45          | 8             | "The Judge"                   | Otto Murga          | Elijah Aron & Jordan Young | 8 september 2017 |
| 46          | 9             | "Ruthie"                      | Amy Winfrey         | Joanna Calo                | 8 september 2017 |
| 47          | 10            | "lovin that cali lifestyle!!" | Anne Walker Farrell | Peter A. Knight            | 8 september 2017 |
| 48          | 11            | "Time's Arrow"                | Aaron Long          | Kate Purdy                 | 8 september 2017 |
| 49          | 12            | "What Time Is It Right Now"   | Tim Rauch           | Raphael Bob-Waksberg       | 8 september 2017 |